# Investimento tematico
L'Investimento tematico è una forma di investimento il cui obiettivo è di identificare quelle macrotendenze che possono realizzare incrementi di valore a lungo termine, indipendentemente dagli eventi economici.

## Definizione
Per il Financial Times, la definizione di investimento tematico è ampia e dipende dall’audience di riferimento. Frances Hudson, stratega per gli investimenti multi-asset alla Standard Life Investments, dichiara: “L’investimento tematico tendenzialmente è globale e può essere multi-asset, anche se all’interno della gestione del patrimonio è collegato principalmente all’acquisizione di azioni. La scelta della tipologia di prodotto può variare in seguito al trend, e quindi riguardare i cambiamenti nella tecnologia, l’emergere di nuovi mercati, e anche aspetti ambientali, come per esempio la carenza d’acqua”.

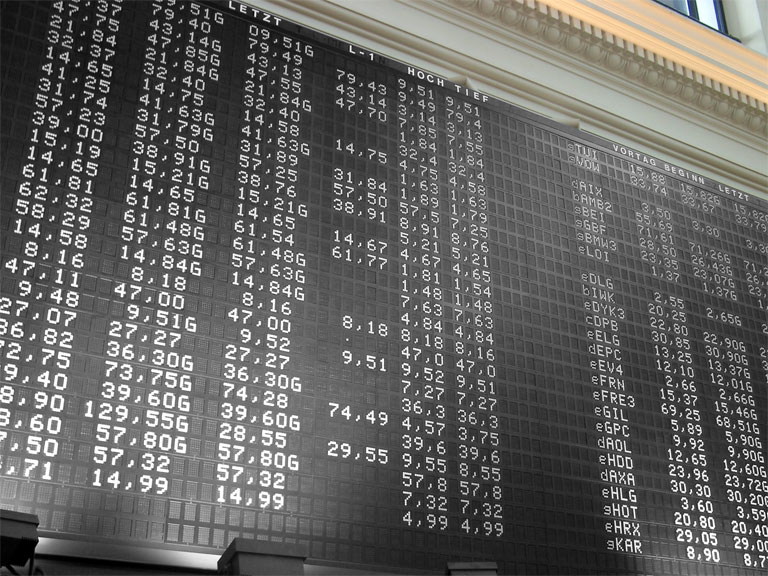
Valori azionari alla Borsa di Amburgo

Secondo Charles Richardson, manager del fondo Macro Global Equity Income alla Veritas Asset Management, i vantaggi degli investimenti tematici comprendono “L’individuazione del contesto strategico, la possibilità di sostenere i futuri trend, e la focalizzazione sulla ricerca mirata, aggirando le tempistiche di mercato e le previsioni a spot ”.
Gli investimenti tematici che adottano strategie di lunghissimo periodo hanno il loro fondamento nella teorie dell’economista russo Nicolai Kondratieff, che fu tra i primi ad intuire l’esistenza di fasi di sviluppo e declino economico, della durata di 60 anni, derivante dalle innovazioni tecnologiche e produttive.
Come sottolineato da Il Sole 24 ore, investire su titoli, settori e prodotti basati su megatrend è una scelta consigliabile soprattutto a chi vuole investire su lungo termine; per capire se un titolo è destinato a crescere, occorre cercare di prevedere se è sostenuto da una tendenza che può durare nel tempo.

Jan Luthman, co-manager del fondo Macro Equity Income alla Liontrust, rileva che 
“Le macrotendenze attuali non hanno precedenti e sono molto pressanti. Temi come la globalizzazione e i cambiamenti ambientali hanno un impatto importante sull’economia e il commercio.Comporre un portafoglio di investimenti in linea con le forze che operano per rimodellare l’economia locale e internazionale significa stare al passo con i tempi; ignorare i nuovi sviluppi o interpretarli in modo inadeguato può compromettere la stabilità dei fondi e creare situazioni difficili e impossibili da prevedere”.
Investimenti tematici legati alle infrastrutture connesse allo sviluppo di energie rinnovabili, sono potenzialmente considerati ad alto rendimento, anche in relazione alla stabilità e prevedibilità dei flussi di cassa delle aziende che operano in questo settore.
Oltre a energie alternative e cambiamenti climatici, un argomento molto importante da prendere in considerazione, che rappresenta una possibile opportunità per investimenti tematici, riguarda la disponibilità d’acqua: secondo l’International Water Management Institute, entro il 2025 saranno 36 i paesi nel mondo a soffrire per la mancanza dell’ “oro blu”.

Le Società di gestione del risparmio, in linea con l'importanza e l'evoluzione dei fondi tematici, offrono agli investitori panieri di prodotti che comprendono anche questo tipo di investimenti, per esempio proponendo fondi che riguardano le aziende pubbliche con importanti attività commerciali legali e regolamentate nell'industria della marijuana per scopi medici.

## Confronto con altre forme di investimento
Gli investimenti tematici, sebbene simili agli investimenti di settore, coprono una grande varietà di temi e riguardano operatori di settore delle branche di riferimento altamente selezionati. Un fondo tematico relativo alla sanità potrebbe quindi investire in società farmaceutiche, ospedali e case di cura, società di assicurazione, produttori di apparecchiature mediche ed aziende high-tech e infotech che si occupano di salute pubblica.
Come fa notare Matthieu David, responsabile della filiale italiana di Candriam,“Anche se il megatrend ha delle fondamenta solide, occorre una forte capacità di analisi per selezionare le società con modelli di business sostenibili”.
In tempi di stress i mercati azionari più importanti possono salire e precipitare contemporaneamente. Se consideriamo la correlazione fra crescita e decrescita azionaria pari a 1, significa che questi due parametri si compensano; nel periodo 2007-2010, il valore di questo indice, riguardo ai principali mercati azionari – tranne quello giapponese -  oscillava tra 0.77 e 0.99. Quindi un portafoglio diversificato geograficamente non sempre aiuta a compensare le variazioni dei mercati in ribasso. Una strategia per controbilanciare questa situazione è di investire in aree tematiche piuttosto che secondo la geografia.
Effettuare investimenti tematici significa creare un portafoglio azionario (o parte di esso) che comprende quelle società che operano in aree dove è possibile predire incrementi di valore significativi nel lungo periodo. Per esempio, a causa della combinazione di due fattori demografici in accelerazione, allungamento della speranza di vita degli individui e riduzione del tasso di nascita, l'invecchiamento della popolazione si è trasformato in una questione economica non trascurabile, con ottime opportunità di investimento.
Altre aree che potranno conoscere un forte sviluppo sono la robotica, l'intelligenza artificiale, il machine learning.
Normalmente i fondi comuni sono composti da un portafoglio di 40-80 titoli, e spesso i rendimenti sono inferiori alle potenzialità, a causa della grande diversificazione degli investimenti. Nel caso degli investimenti tematici, invece, di solito il portafoglio contiene un numero inferiore di azioni opportunamente selezionate e focalizzate su un’area tematica importante, a garanzia di rendimenti più elevati, rispetto a quelli dei fondi comuni, se gli andamenti dell’area di riferimento sono positivi.
Per la multinazionale statunitense Fidelity Investments gli investimenti tematici sono oggetto di controversia. Da una parte i sostenitori affermano che essi sono una strategia efficace perché “trattano gli investimenti secondo un’idea che non è ancora ben recepita e sottovalutata dal mercato. Le società che operano nelle aree tematiche potranno contare su profitti superiori alla media poiché gli investitori valorizzeranno il loro potenziale e il denaro confluirà in quel settore”. Dall’altra, i critici sostengono che gli investimenti tematici “sono una strategia di marketing utile solo ad attrarre investitori per un rapido profitto, piuttosto che un mezzo per ottenere concreti ritorni a lungo termine”. Secondo questi critici, inoltre, i fondi tematici danneggiano gli investitori, perché spesso li invitano a seguire la moda del momento, a volte troppo tardi.”

## Aree tematiche principali

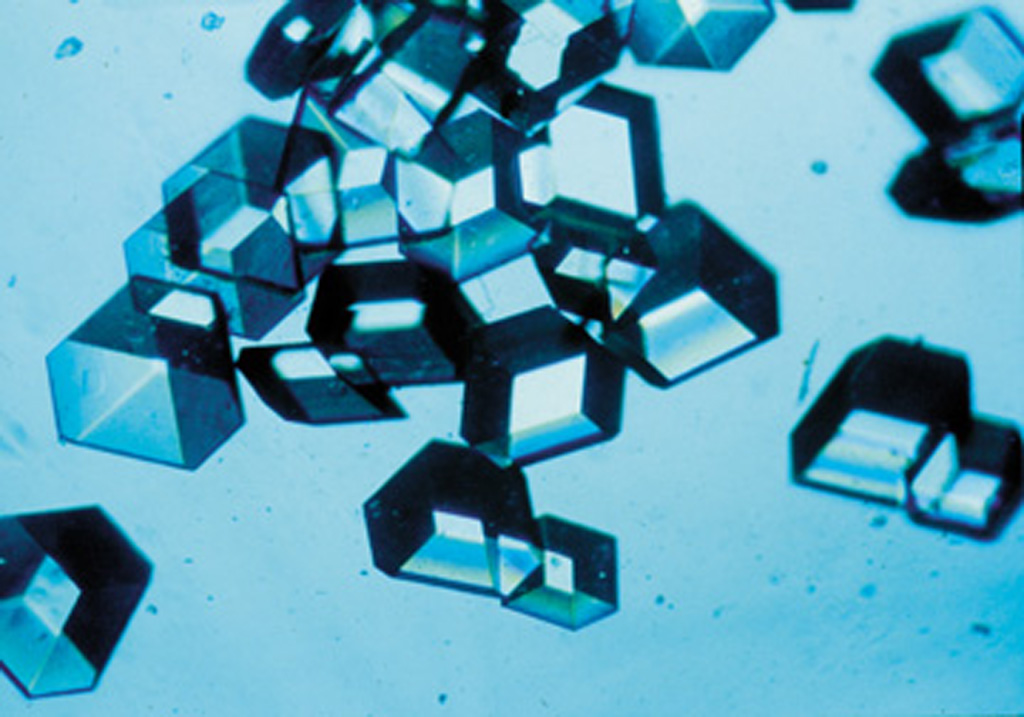
Cristalli di Insulina. Le Biotecnologie sono un’area tematica spesso scelta dagli investitori.

Gli investimenti tematici possono comprendere:
- - Ambientalismo
  - Cambiamenti demografici
  - Tecnologia
  - Produzione di Marijuana[15]
  - Gaming[16]

  - Sicurezza informatica[17]
  - Intelligenza artificiale
  - Robotica e Automazione
  - Assistenza sanitaria
  - Nutrizione

  - Biotecnologia
  - Infrastrutture
  - Distribuzione delle risorse idriche
  - Scarsità di Risorse naturali
  - Marchi di lusso[18]

## Accesso agli investitori
Le piattaforme di social trading offrono agli investitori un facile accesso agli investimenti tematici; per esempio, la funzione Copyportfolio di eToro permette agli investitori di associare i portafogli delle più importanti banche e istituzioni finanziarie.
A Novembre 2018 il totale delle attività finanziarie relative agli investimenti tematici ETF (Exchange-traded funds) erano appena sotto i 7 miliardi di Euro. I cinque maggiori ETF rappresentavano il 73% degli investimenti tematici ETF totali e i top 2, iShares Automation & Robotics ETF (RBOT) and L&G ROBO Global Robotics and Automation ETF (ROBO), insieme, ne costituivano quasi la metà.
L’Associazione inglese di categoria Investment Association ha proposto, a Novembre 2018, l’aggiunta di ETF, anche tematici, alla lista dei settori di riferimento.